# 슈체친 붉은 시청사

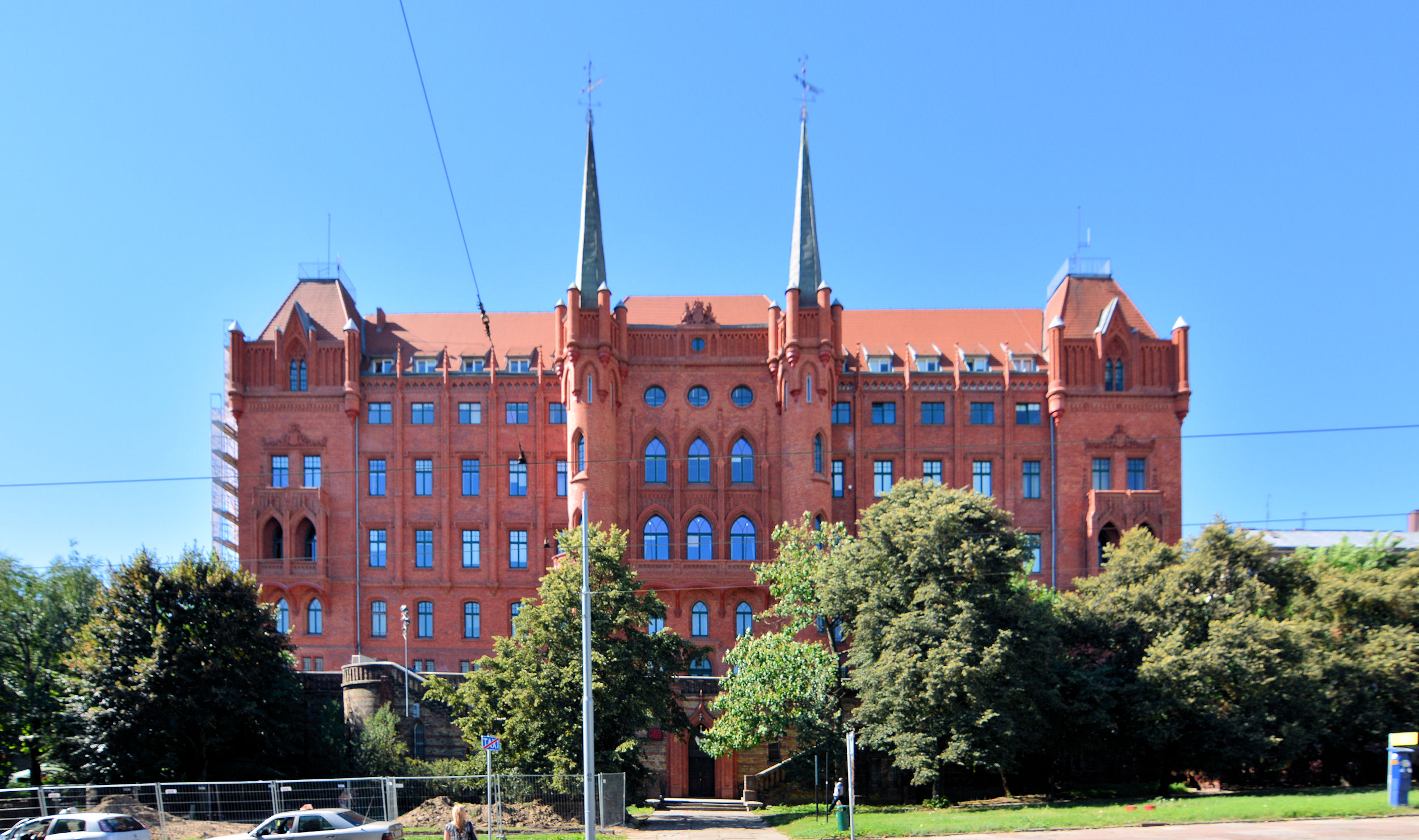
슈체친 붉은 시청사

슈체친 붉은 시청사(폴란드어: Czerwony Ratusz w Szczecinie)는 폴란드 서포모제주 슈체친에 있는 건축물이다. 구 시청 건물이다. 제2차 세계 대전 말 방화로 파괴된 시청 건물은 1960년대에 재건되었다. 현재 이곳에는 건물을 관리하는 해양청, 내륙 항해국, 지방법원 해양회의소, 지방정부 항소위원회 등의 국가 기관 사무실이 있다.